# Dinamički opseg
Dinamički opseg  (eng. dynamic range). Kod zvuka, to je razlika između najglasnijega i najtišega dijela snimke čija je najveća vrijednost određena formatom uzorka. Za naprave, to je razlika između najvećega mogućega signala i njegovoga šumnog poda.